# CJ De 4/4
| De 4/4                                            | De 4/4                  | De 4/4                  |                         |
| ------------------------------------------------- | ----------------------- | ----------------------- | ----------------------- |
| De 4/4 401 mit Kehrichtcontainern in Le Noirmont. |                         |                         |                         |
| Bauart:                                           | De 4/4 I                | De 4/4 II               |                         |
| Nummerierung:                                     | 401–403                 | 411                     |                         |
| Hersteller:                                       | SIG, SAAS               | SIG, BBC, FFA           |                         |
| Baujahr(e):                                       | 401–402: 1952 403: 1953 | 401–402: 1952 403: 1953 | 401–402: 1952 403: 1953 |
| Umbau:                                            | –                       | 1986                    |                         |
| Achsfolge:                                        | Bo’Bo’                  | Bo’Bo’                  |                         |
| Spurweite:                                        | 1000 mm (Meterspur)     | 1000 mm (Meterspur)     |                         |
| Länge über Kupplung:                              | 12 000 mm               | 12 000 mm               |                         |
| Gesamtradstand:                                   | 8750 mm                 | 8600 mm                 |                         |
| Max. Dienstmasse:                                 | 40,0 t                  | 43,0 t                  |                         |
| Min. Reibungsmasse:                               | 36,0 t                  | 41,0 t                  |                         |
| Höchstgeschwindigkeit:                            | 60 km/h                 | 90 km/h                 |                         |
| Stundenleistung:                                  | 544 kW (740 PS)         | 820 kW (1115 PS)        |                         |
| Anfahrzugkraft:                                   | 118 kN                  | 130 kN                  |                         |
| Stundenzugkraft:                                  | 68,0 kN bei 28,0 km/h   | 67,2 kN bei 42,3 km/h   |                         |
| Triebraddurchmesser:                              | 920 mm                  | 750 mm                  |                         |
| Stromsystem:                                      | 1500 V =                | 1500 V =                |                         |
| Anzahl Fahrmotoren:                               | 4                       | 4                       |                         |
| Ladefläche:                                       | 8,5 m²                  | 11,0 m²                 |                         |

De 4/4 ist die Serienbezeichnung für meterspurige Gepäcktriebwagen der Chemins de fer du Jura (CJ) mit den Nummern 401 bis 403. Bei der Inbetriebsetzung in den Jahren 1952 und 1953 waren sie als Fe 4/4 401–403 bezeichnet.
Triebwagen Nr. 403 wurde 1986 zum De  4/4 II 411 umgebaut. Aus den beiden anderen Fahrzeugen entstanden 2010 die beiden Zweikraftlokomotiven Gem 4/4 401 und 12, wobei Nr. 12 zur Meiringen-Innertkirchen-Bahn (MIB) gelangte.

## Geschichte

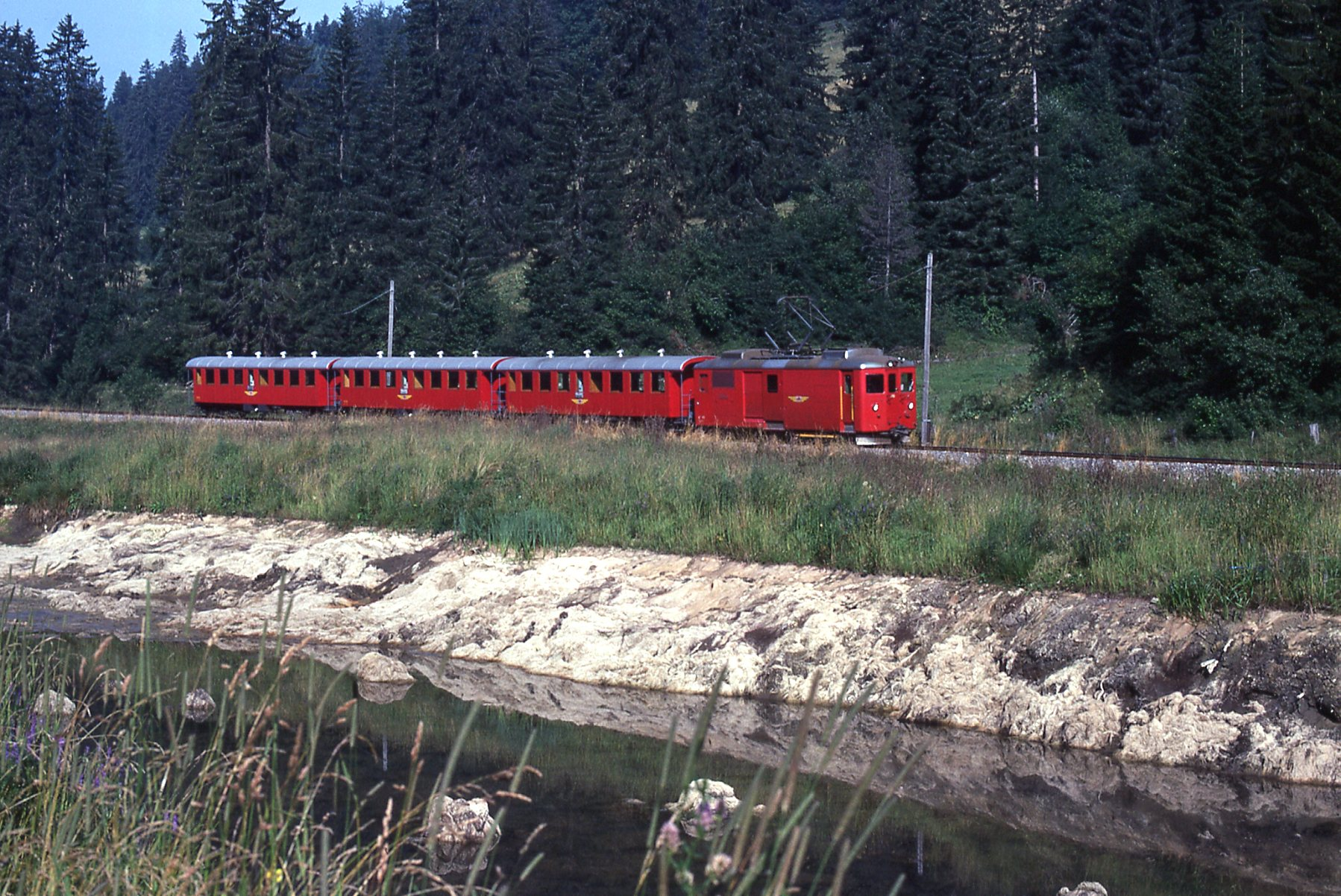
De 4/4 mit den Wagen B 761–763 zwischen Pré-Petitjean und La Combe. Seit den 1970er-Jahren ist Geschwindigkeit der De 4/4 I für Personenzüge zu gering.

Nach ihrer Gründung vereinheitlichen die CJ die technischen Normen der meisten ihrer Linien, so dass ein 74,3 km langes zusammenhängendes Meterspurnetz entstand, das mit 1500 Volt Gleichstrom betrieben wird. Zur Vereinfachung des Betriebs wurde die Strecke Saignelégier–Glovelier von Normal- auf Meterspur umgebaut. Die bereits vorhandenen elektrischen Triebfahrzeuge BCe 2/4 und Ge 2/2 wurden nur noch für Dienstzüge verwendet.
Für die Führung von Güterzügen und Schneepflugfahrten auf dem Schmalspurnetz lieferten die Schweizerischen Industrie-Gesellschaft (SIG) und die Société Anonyme des Ateliers de Sécheron (SAAS) 1952/53 drei sehr leistungsfähige Gepäcktriebwagen De 4/4 I 401–403. Da sie vor den Personentriebwagen BDe 4/4 I abgeliefert wurden, kamen sie auf der Strecke Saignelégier–La Chaux-de-Fonds und Tavannes–Le Noirmont für die Kollaudations- und Einweihungsfahrten zum Einsatz.

## Technik
Beim Bau der De 4/4 I wurden im Prinzip die gleichen Konstruktionsgrundsätze wie bei den gleichzeitig gebauten BDe 4/4 I angewendet. Im Gegensatz zu den Personentriebwagen werden die Fahrmotoren mit einer Fremdventilation gekühlt. Die Drehgestelle sind mit Blattfedern statt Torsionsstabfedern ausgerüstet. Eine Vielfachsteuerung erlaubt die Fernsteuerung durch die Steuerwagen Bt 701–706. Mehrfachtraktion ist auch mit den Personentriebwagen BDe 4/4 I 601–608 möglich. Seit der Ablieferung tragen die De 4/4 einen roten Anstrich.

## Änderungen
1960/61 wurden die Metallbuchstaben „CJ“ an den Seitenwänden durch aufgeklebte Signete ersetzt. 1962 erhielten die Gepäcktriebwagen die Bezeichnung De 4/4. 1962/63 kam die Zugsicherung ZST-90 zum Einbau und die Druckluftpfeifen wurden durch Makrofone ersetzt.

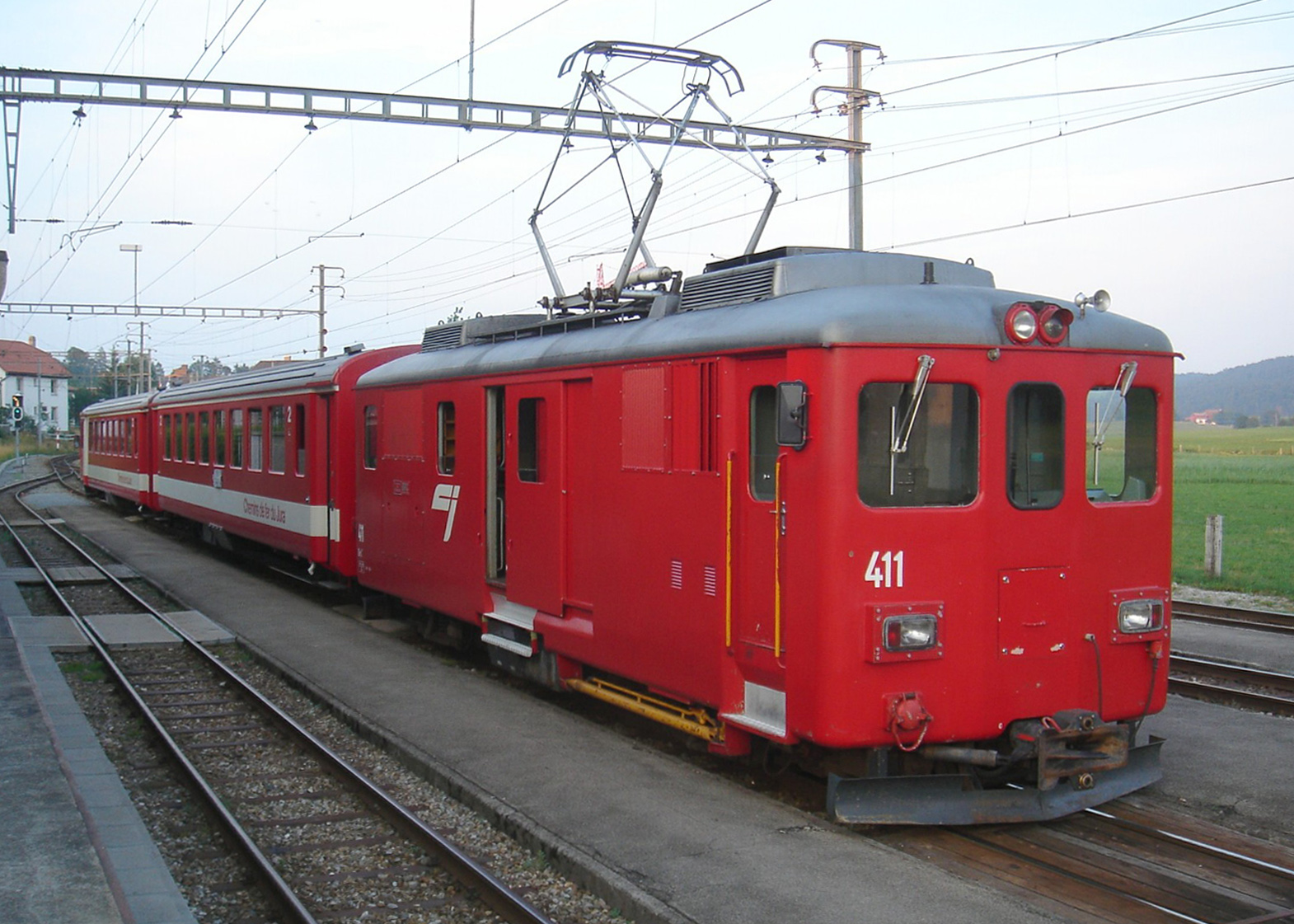
De 4/4 II 411 mit einem aus dem B 751 und dem Steuerwagen ABt 714 formierten Pendelzug in Le Noirmont.

Nachdem 1971 die Höchstgeschwindigkeit der BDe 4/4 auf 70 km/h erhöht wurde, waren die De 4/4 für die Führung der nun beschleunigten Personenzüge zu langsam. Ihre Einsätze begrenzten sich auf Güterzüge.

### Umbau zum De 4/4 II 411
Mit dem Kasten des De 4/4 403 bauten die Flug- und Fahrzeugwerke Altenrhein (FFA) 1986 den De 4/4 II 411. Brown, Boveri & Cie. (BBC) lieferte eine neue elektrischen Ausrüstung und SIG neue Drehgestelle, beides von der gleichen Bauart wie bei den 1985 gelieferten BDe 4/4 II 601–604. Die neue Vielfachsteuerung, passend zu den BDe 4/4 II, erlaubt die Fernsteuerung durch die 1985 gelieferten Steuerwagen ABt 711–714 und BDt 721–722. Anlässlich des Umbaus wurde der rote Anstrich beibehalten.
Dank der grösseren Leistung und der höheren Geschwindigkeit ist das Fahrzeug wieder in Personenzügen einsetzbar. Die verbliebenen Gepäcktriebwagen De 4/4 401 und 402 wurden nun als De 4/4 I bezeichnet.

### Umbau zur Gem 4/4 401 und 12
Im Jahr 2010 baute die CJ in ihrer Werkstätte in Tramelan die De 4/4 I 401 und 402 zu Zweikraftlokomotiven Gem 4/4 401 und 12 um. Ein Scania-Dieselmotor treibt einen Generator an, der den Strom für die Fahrmotoren und die Hilfsbetriebe liefert. Die Gem 4/4 können weiterhin mit den zugehörigen Trieb- und Steuerwagen aus dem Jahr 1953 in Vielfach- und Fernsteuerung verkehren. Dabei kann die Zweikraftlokomotive den Strom von der Dieselgruppe beziehen und das andere Triebfahrzeug aus der Fahrleitung.
Der Umbau des De 4/4 I 402 zur Gem 4/4 12 wurde von der Meiringen-Innertkirchen-Bahn (MIB) in Auftrag gegeben. Nach der Inbetriebsetzung und Betriebserprobung auf dem Netz der CJ wurde das Fahrzeug am 31. Mai 2011 der MIB übergeben. Weil die Fahrleitungsspannung der MIB nur 1200 Volt statt 1500 Volt bei den CJ beträgt, ist die Leistung der Gem 4/4 12 in ihrem neuen Einsatzgebiet etwas verringert.